# Jay Ryan
Jay Ryan, nome artístico de Jay Bunyan (Auckland, 29 de agosto de 1981), é um ator neozelandês. Ele é mais conhecido por protagonizar a série Beauty & the Beast ao lado de Kristin Kreuk.

## Biografia

### Carreira
Jay começou na televisão, com participações nas séries: Young Hercules (1998) e Xena: Warrior Princess (1999). No entanto, ficou conhecido a partir de 2002, por seu papel como Jack Scully em Neighbours, onde participou de 176 episódios até 2005.
Atuou em um monólogo intitulado The Packer, em turnê na Austrália, Nova Zelândia e Los Angeles.
De 2007 até 2009, atuou como Able Seaman Billy 'Spider' Webb no drama australiano Sea Patrol.
De 2009 até 2012, atuou como Kevin na série australiana de comédia e drama Go Girls. Em 2011, ele se juntou ao elenco da série australiana de comédia e drama Offspring. Também em 2011, participou da série de ficção científica americana Terra Nova, interpretando um assassino. Para este papel, utilizou um sotaque americano.
Em 2012, Jay foi escalado como o protagonista masculino da popular série Beauty & the Beast da CW. A história é centrada no romance entre a bela policial Catherine Chandler (Kristin Kreuk) e o soldado Vincent Keller (Jay), ele foi modificado geneticamente por experiências militares e quando irritado se torna um fera. A série estreou originalmente em  11 de outubro de 2012, atualmente está em sua terceira temporada e já conquistou muitos fãs mundialmente.

### Vida pessoal
Mudou seu sobrenome de Bunyan para Ryan, após ser influenciado por diretores quando ele começou a fazer audições para papéis em Los Angeles, pois Bunyan lembraria 'bunion' (joanete no português).
Jay é namorado de Dianna Fuemana há muitos anos, eles tem uma filha chamada Eve, nascida em março de 2013.

## Filmografia

### Televisão
| Ano           | Título                 | Papel                           | Notas                        |
| ------------- | ---------------------- | ------------------------------- | ---------------------------- |
| 2017-presente | Mary Kills People      | Detetive Ben Wesley             | Regular                      |
| 2013          | Top of the Lake        | Mark                            | Minissérie, 6 episódios      |
| 2012-2016     | Beauty & the Beast     | Vincent Keller (Fera)           | Protagonista                 |
| 2011          | Terra Nova             | Curran                          | Episódios 6-8-11             |
| 2011          | Offspring              | Fraser King                     | 6 episódios, Temporada 2     |
| 2010          | Legend of the Seeker   | Alastair                        | Episódio 20, Temporada 2     |
| 2009-2012     | Go Girls               | Kevin                           | 46 episódios                 |
| 2007-2009     | Sea Patrol             | Able Seaman Billy 'Spider' Webb | 39 episódios                 |
| 2005          | Interrogation          | Dean Salmon                     | Episódios 1-2-12             |
| 2002-2005     | Neighbours             | Jack Scully                     | 176 episódios                |
| 2002          | Being Eve              | Sam Hooper                      | Regular, Temporada 2         |
| 2002          | The Tribe              | Blue                            | Episódios 38-39, Temporada 4 |
| 1999          | Xena: Warrior Princess | Zortis                          | Episódio 1, Temporada 5      |
| 1998          | Young Hercules         | Cadet                           | Episódio 8, Temporada 1      |

### Cinema
| Ano  | Título                      | Papel       | Notas                         |
| ---- | --------------------------- | ----------- | ----------------------------- |
| 2019 | It: Chapter 2               | Ben Hanscom |                               |
| 2019 | A Perturbação: Capítulo III | Gislane     | Filmando                      |
| 2010 | Lou                         | Cosmo       |                               |
| 2009 | Franswa Sharl               | Sonny       | Curta-metragem                |
| 2008 | Bleeders                    | Finn        | Curta-metragem                |
| 2008 | Mockingbird                 | Trent       | Curta-metragem                |
| 2004 | Warra Warra                 | Nick        | Curta-metragem                |
| 2015 | Showpony                    | Ben         | Curta-metragem                |
| 2004 | You Wish!                   | Chase       | Disney Channel Original Movie |
| 2002 | Superfire                   | Dennis      |                               |